# مانويل أورتيز (ملاكم)
مانويل أورتيز (بالإنجليزية: Manuel Ortiz)‏ مواليد 2 يوليو 1916 في كورونا - الوفاة 31 مايو 1970، كان ملاكم أمريكي سابق صنّف ضمن فئة الوزن الخفيف بدأ مسيرته الاحترافية سنة 1938. دخل قاعة مشاهير الملاكمة الدولية.

## إحصائيات
خاض خلال مسيرته 130 نزالا، فاز في 99 وتعادل في 3 وخسر في 28. فاز بالضربة القاضية في 53 نزالا.

## روابط خارجية
- مانويل أورتيز على موقع بوكس ريك (الإنجليزية) (registration required)